# Marcus Clarke

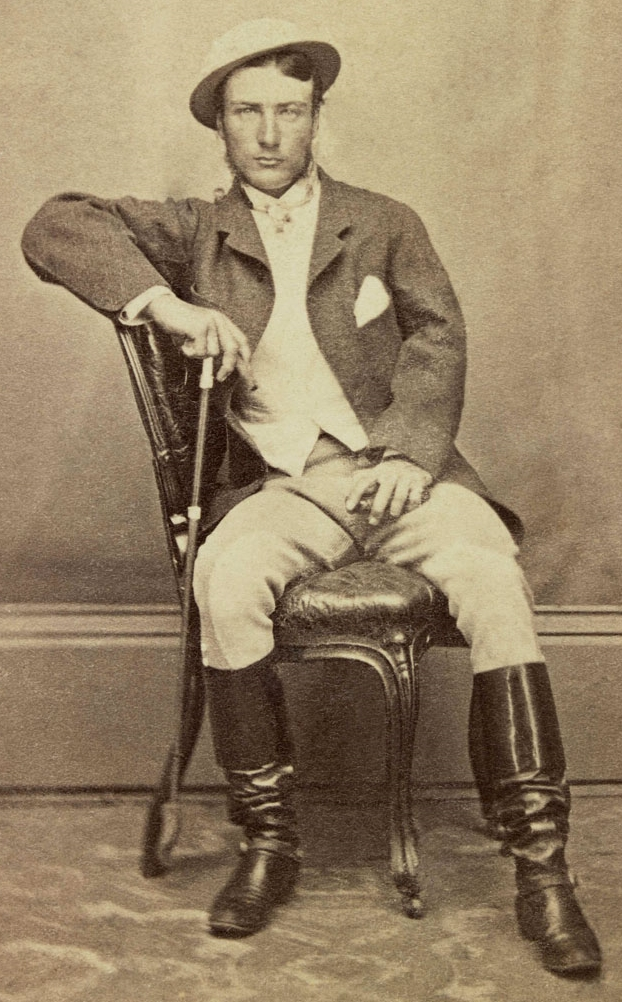
Marcus Clarke el 1866

Marcus Andrew Hislop Clarke (Londres, 24 d'abril de 1846 - Melbourne, 2 d'agost de 1881) va ser un novel·lista i poeta australià d'origen anglès. És conegut per haver escrit la novel·la For the Term of His Natural Life.
Clarke va néixer a Londres el 1846 i era el fill únic de William Hislop Clarke. Va ser educat a la Highgate School. Clarke va emigrar a Austràlia, on el seu oncle James Langton Clarke treballava com a jutge. Inicialment, Marcus va treballar com a depenent en el Bank of Australasia, però poc després va començar a aprendre agricultura en una estació en el riu Wimmera a Victòria (Austràlia).
Clarke va començar a escriure contes per a la Australian Magazine i, el 1867, va començar a treballar en el diari australià The Argus. El 1870, va ser enviat a Tasmània per The Argus per realitzar una sèrie d'articles sobre el període penitencial. A partir del febrer d'aquell any, va començar a publicar Old Stories Retold en el diari Australasian. Al mes següent, va iniciar la publicació per parts de la seva novel·la His Natural Life (posteriorment coneguda com a For the Term of His Natural Life) en el Australasian Journal. El 1872, va aconseguir el càrrec de secretari a la junta de la Biblioteca Pública de Melbourne i, el 1876, va ser nomenat bibliotecari assistent. El 1868, va fundar el Yorick Club i en el qual s'hi apuntaren moltes altres figures literàries d'Austràlia. El 1869, es va casar amb l'actriu Marian Dunn amb la que va tenir sis fills.
La seva obra més famosa va ser la novel·la For the Term of his Natural Life, la qual narra la història d'un assentament penal australià. També va escriure The Peripatetic Philosopher (1869), en el qual recopila diversos treballs publicats a The Australasian. Així mateix, és l'autor de la novel·la Long Odds (1870) i nombroses pantomimes, de les quals la més popular va ser Twinkle, Twinkle, Little Star, la qual va ser estrenada en el Teatre Reial de Melbourne el 1873.
Malgrat el seu èxit popular, Clarke va viure múltiples penúries, les quals van causar la seva mort prematura el 1881, als 35 anys.